# Maison forte de Villey-Saint-Étienne
La maison forte de Villey-Saint-Étienne ou Grosse-Maison fut édifiée dans la seconde moitié du XVe siècle sur les terres du chapitre cathédral de Saint-Étienne dont Villey fut le chef lieu de la prévôté. Elle domine la Moselle.

## Histoire
En 1604, les chanoines y établissent leur résidence. Vendu comme bien national en 1793, le « château » est finalement racheté en 1817 par la mairie. Elle y établira la cure avant d'y établir également la mairie en 1852.
Depuis 2001 l'ancienne cure, inhabitée est devenu un lieu mis à la disposition des citoyens de la commune.

La maison forte de Villey (les façades et les toitures ; la tourelle d'escalier ; le colombier aménagé dans les combles ; les caves ; le mur de terrassement de la maison à l'exception des communs du 19e siècle) fait l’objet d’une inscription au titre des monuments historiques depuis le 23 juin 1988.

## Description
L’ancienne résidence du prévôt, de style Renaissance avec ses fenêtres à meneaux, est articulée autour d'une tourelle d'angle contenant un escalier à vis.
Le panorama sur la vallée de la Moselle depuis la maison forte est remarquable, cette dernière dominant la rivière d'une trentaine de mètres.
Un jardin est aménagé et permet d'apprécier à la fois paysage, patrimoine et flore avec le réaménagement d'un jardin de curé et d'un verger.
Une partie des communs réédifiés au XIXe abrite l'ancien pressoir communal qui évoque la culture de la vigne.